# Glycera fusiformis
Glycera fusiformis är en ringmaskart som beskrevs av Fischli 1900. Glycera fusiformis ingår i släktet Glycera och familjen Glyceridae. Inga underarter finns listade i Catalogue of Life.